# Aïssatou Thiam
Aïssatou Thiam, née à Dakar (Sénégal), est une actrice et mannequin française. Elle a sorti une autobiographie intitulée Un grand éclat de rire en 2008.

## Biographie
Aïssatou Thiam grandit à Marseille d'une mère juive espagnole et antillaise et d'un père originaire du Sénégal. Alors qu'elle a quatre ans, sa mère meurt dans un accident de la route, son père l'abandonne et elle est élevée par son grand-père.
À dix-sept ans, elle entre dans une école d'esthétique et alors qu'elle travaille à Sephora, elle est repérée par un « chasseur de tête ». Devenue mannequin, elle travaille pour Thierry Mugler, Yves Saint Laurent ou encore Ted Lapidus et fait le tour du monde pour défiler. Elle fait son dernier défilé en 2001.
Aïssatou Thima fait ses débuts de comédienne dans L'Irrésolu de Jean-Pierre Ronssin où elle joue la femme de Vincent Lindon. En 2007, elle obtient le rôle de Rosalie dans Tropiques amers.
En 2008, elle publie son autobiographie Un grand éclat de rire aux éditions Pascal Galodé.

## Filmographie
- 1993 : L'Irrésolu de Jean-Pierre Ronssin : Christine
- 1995 : Le Retour d'Arsène Lupin : Zaza (1 épisode)
- 1997 : Bimboland de Ariel Zeitoun : Ludmilla
- 1998 : Nestor Burma : Marie-Ange (1 épisode)
- 2004 : Le Pari de l'amour de Didier Auford
- 2004 : Germanikus de Gerhard Polt
- 2004 : Les Parisiens de Claude Lelouch
- 2005 : Le Courage d'aimer de Claude Lelouch
- 2006 : Homicides : médecin légiste (3 épisodes)
- 2007 : Tropiques amers : Rosalie (6 épisodes)
- 2008 : Le Missionnaire de Roger Delattre : Nadine
- 2009 : Avocats et Associés : Zoni N'Guema
- 2012 : Plus belle la vie : Yeleen (1 épisode)
- 2018 : Clem : Barbara (1 épisode)

## Doublage

### Cinéma

#### Films
- 2010 : Trust : Gail (Viola Davis)
- 2013 : Le Majordome de Lee Daniels